# Óscar Sevilla
Óscar Miguel Sevilla Ribera (ur. 29 września 1976 w Ossa de Montiel koło Albacete, Hiszpania) – hiszpański kolarz szosowy.

## Kariera
Od roku 1998 i do roku 2003 jeździł w drużynie Kelme. W roku 2004 zmienił barwy na Phonak, a od 2005 do lipca 2006 startował w barwach T-Mobile Team. Od roku 2007 jest członkiem drużyny Relax-Gam.
Po swoim zwycięstwie w klasyfikacji młodzieżowej Tour de France i drugim miejscu w Vuelta a España w 2001 był zaliczany do największych wzrastających talentów hiszpańskiego kolarstwa. Po tych zwycięstwach nie potrafił jednak utrzymać dobrej passy. Jest dobrym pomocnikiem w drużynie, szczególnie na etapach górskich. Jego słabą stroną jest jazda indywidualna na czas.

## Skandal dopingowy
Rankiem 30 czerwca 2006 Sevilla wraz z Janem Ullrichem i ich opiekunem, Rudy Pevenagem został zawieszony przez swoją drużynę Team T-Mobile, przez co nie mógł wystartować w Tour de France 2006. Do zawieszenia przyczyniły się nowe dowody związane ze skandalem doktora Fuentesa (Operación Puerto). Sevilla i Ullrich zaprzeczyli ewentualnym powiązaniom z aferą. Hiszpański wymiar sprawiedliwości przedstawił jednak dokumenty, które wg informacji kierownictwa teamu nie pozostawiały żadnych wątpliwości co do winy kolarzy. 21 lipca Ullrich i Sevilla dostali wymówienie, gdyż nie potrafili dostarczyć dowodów swojej niewinności.
Po tym, jak w październiku 2006 hiszpański związek kolarski przeprowadził dochodzenie przeciwko podejrzanym zawodnikom, Sevilla z początkiem sezonu 2007 podpisał umowę z drużyną Relax-Gam.

## Osiągnięcia
- 1999 
  - etap Tour de Romandie
  - 13. miejsce w Giro d’Italia
- 2000
  - 14. miejsce w Vuelta a España
  - 2. miejsce w Dookoła Katalonii
  - 2. miejsce w Vuelta a Burgos
  - 16. miejsce w Giro d' Italia
- 2001
  - 2. miejsce w Vuelta a España
  - 4. miejsce w Vuelta a Burgos
  - 7. miejsce w Tour de France
    - 1. miejsce w klasyfikacji najlepszego młodego kolarza

  - 5. miejsce w Dookoła Katalonii
  - 4. miejsce w Tour de Romandie
- 2002
  - 4. miejsce w Vuelta a España
  - 3. miejsce w Classica de los Puertos
  - 4. miejsce w Coppa Agostoni
- 2006
  - 1. miejsce Vuelta Asturias
    - wygrany etap
- 2007 
  - wygrany etap Dookoła Katalonii
  - 1. miejsce Route du Sud
  - wygrany etap
- 2008
  - wygrana w Clásico RCN
- 2009
  - etap w Vuelta a Asturias
- 2010
  - wygrana w Vuelta Mexico Telmex
  - drugi w Vuelta a Colombia
    - wygrany etap